# Vitale Michiel I.

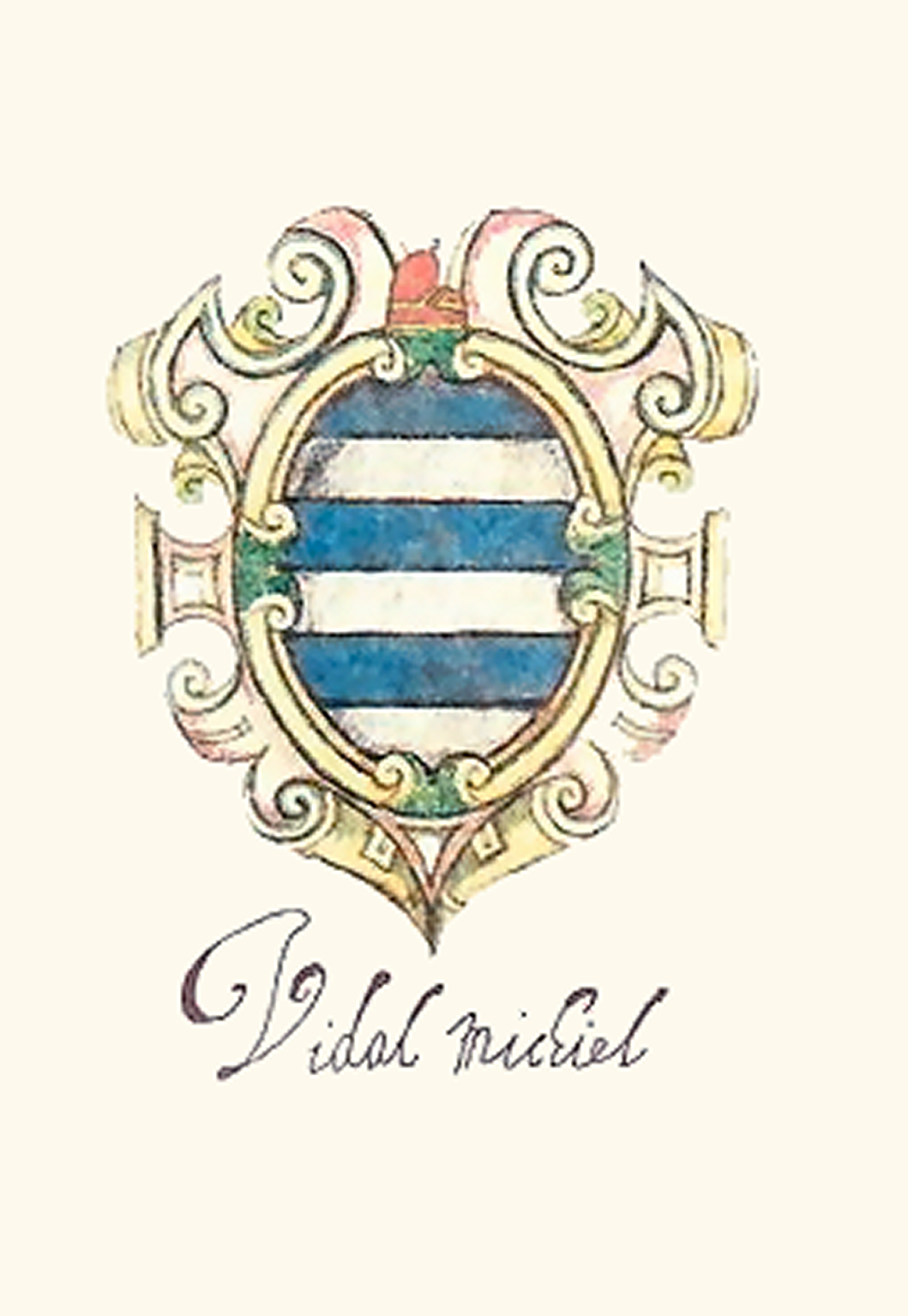
Wappen des „Vidal Michiel“ nach Vorstellungen des frühen 17. Jahrhunderts

Vitale Michiel I. († 1102) regierte von 1096 bis 1102 als Doge von Venedig. Nach der historiographischen Tradition, wie die staatlich gesteuerte Geschichtsschreibung der Republik Venedig genannt wird, war er ihr 33. Doge.
Von 1099 bis 1100 operierte erstmals eine venezianische Flotte im Heiligen Land. Als Lohn für die Unterstützung der Kreuzfahrer erhielt Venedig auch dort weitreichende Handelsprivilegien, ähnlich wie seit 1082 im Byzantinischen und seit 1095 im Römisch-deutschen Reich. Ähnlich stark wie ökonomische Interessen trieb der Raub von Reliquien, bei diesem Zug allen voran die des hl. Nikolaus von Myra, die Venezianer an, wie viele andere Kreuzfahrer auch. Im Kampf um Ferrara erlangte Venedig weitere Privilegien, doch ergaben sich daraus auch lang anhaltende Konflikte mit dem Kirchenstaat und dem Herrscherhaus der Este von Ferrara.

## Familie
Die Familie Michiel gehörte zu den so genannten zwölf apostolischen case vecchie, den ‚alten Häusern‘. Vitale Michiel war der erste Doge aus der Familie, die noch zwei weitere Dogen sowie zwölf Prokuratoren und eine Dogaressa – Taddea Michiel, die Frau des Dogen Giovanni Mocenigo – stellte. Vitale war mit einer Frau aus dem Hause Corner verheiratet.

## Das Dogenamt

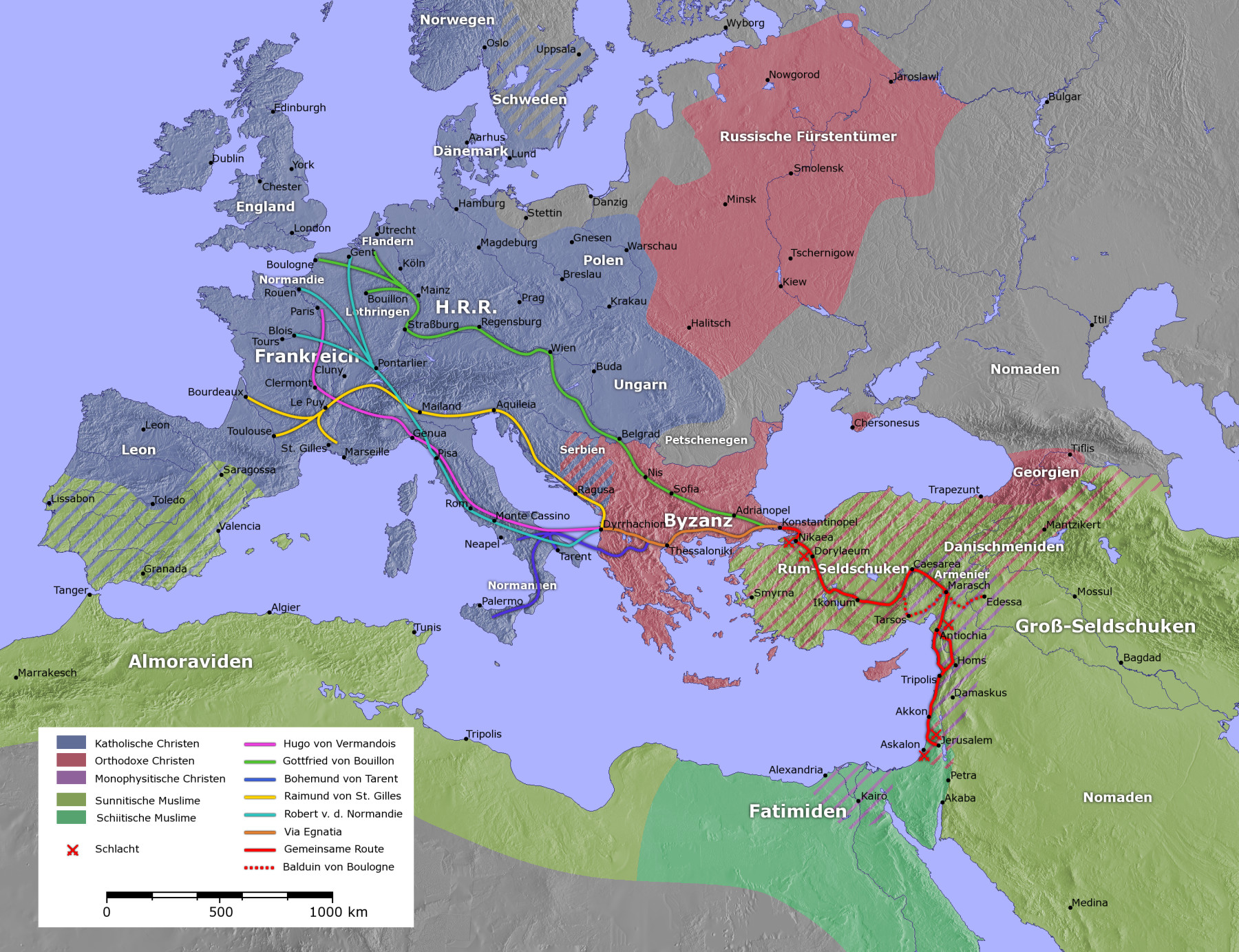
Karte des Ersten Kreuzzugs, 1096–1099

1095, ein Jahr nach Vitale Michiels Inthronisation, rief Papst Urban II. die Christenheit zum Kreuzzug gegen die „Ungläubigen“ auf, um Jerusalem aus der Hand der Türken zu befreien. Venedig reagierte nicht auf den flammenden Aufruf des Papstes.
Als man jedoch merkte, dass die Konkurrenten Genua und Pisa für ihre Teilnahme mit Privilegien in der Levante belohnt wurden und man für den Mittelmeerhandel Nachteile befürchtete, rüsteten die Venezianer eine Flotte von 207 Schiffen aus. Sie stach im Juli 1099 unter der Führung des Dogensohnes Giovanni Michiel und des Bischofs von Olivolo, Enrico Contarini, ebenfalls Sohn eines Dogen, in See. In der ersten Kampfhandlung der Flotte zeigten sich allerdings bald die wahren Interessen Venedigs: Die vor Rhodos liegenden Pisaner wurden angegriffen und verloren in der Seeschlacht die Hälfte ihrer Schiffe, Hunderte Pisaner gerieten in Gefangenschaft und die Freigelassenen mussten versprechen, keinen Handel mit Byzanz zu treiben; dort genoss Venedig seit 1082 weit reichende Handelsprivilegien. Die Konflikte zwischen Venedig und Pisa, bald auch Genua, betrafen im Königreich Jerusalem vor allem die Handelsdrehscheibe Akkon.
Nach der Überwinterung in Rhodos segelte man Richtung Jerusalem, das 1099 unter Führung von Gottfried von Bouillon erobert worden war. Wegen des Ausfalls der pisanischen Flotte kam es jedoch zu Problemen mit der Lebensmittelversorgung, dem Truppennachschub sowie mit der Kontrolle des eroberten Küstenstreifens. Daher sah sich Gottfried gezwungen, mit den Venezianern zu verhandeln. Diese erreichten für ihre Hilfe äußerst wertvolle Gegenleistungen, wie ein eigenes, von Steuern befreites Stadtviertel und wichtige Handelsprivilegien.
Nach der Legende bemächtigten sich die venezianischen Kreuzfahrer – in Myra oder Bari – der Gebeine des hl. Nikolaus von Myra, des Schutzheiligen der Seefahrer. Für diese Reliquien wurde nach der Rückkehr der Flotte auf dem Lido die Kirche San Nicolò errichtet. Reliquienbeschaffung in großem Stil war Teil der Politik und diente neben religiösen Zwecken der Aufwertung der Stadt als Pilgerziel.
Die Unterstützung der Markgräfin Mathilde von Tuszien bei der Eroberung von Ferrara wurde ebenfalls mit Handelsprivilegien belohnt, die allerdings zu Spannungen zwischen Venedig und den Este sowie dem Kirchenstaat führten. Im selben Jahr 1101 gelang es, einen Vertrag mit Imola abzuschließen, der den Handel mit Getreide aus den Marken erleichterte.
Vitale Michiel, über dessen Innenpolitik nichts bekannt ist, starb im Frühjahr 1102. Er wurde im Atrium von San Marco beigesetzt.

## Rezeption

### Bis gegen Ende der Republik Venedig

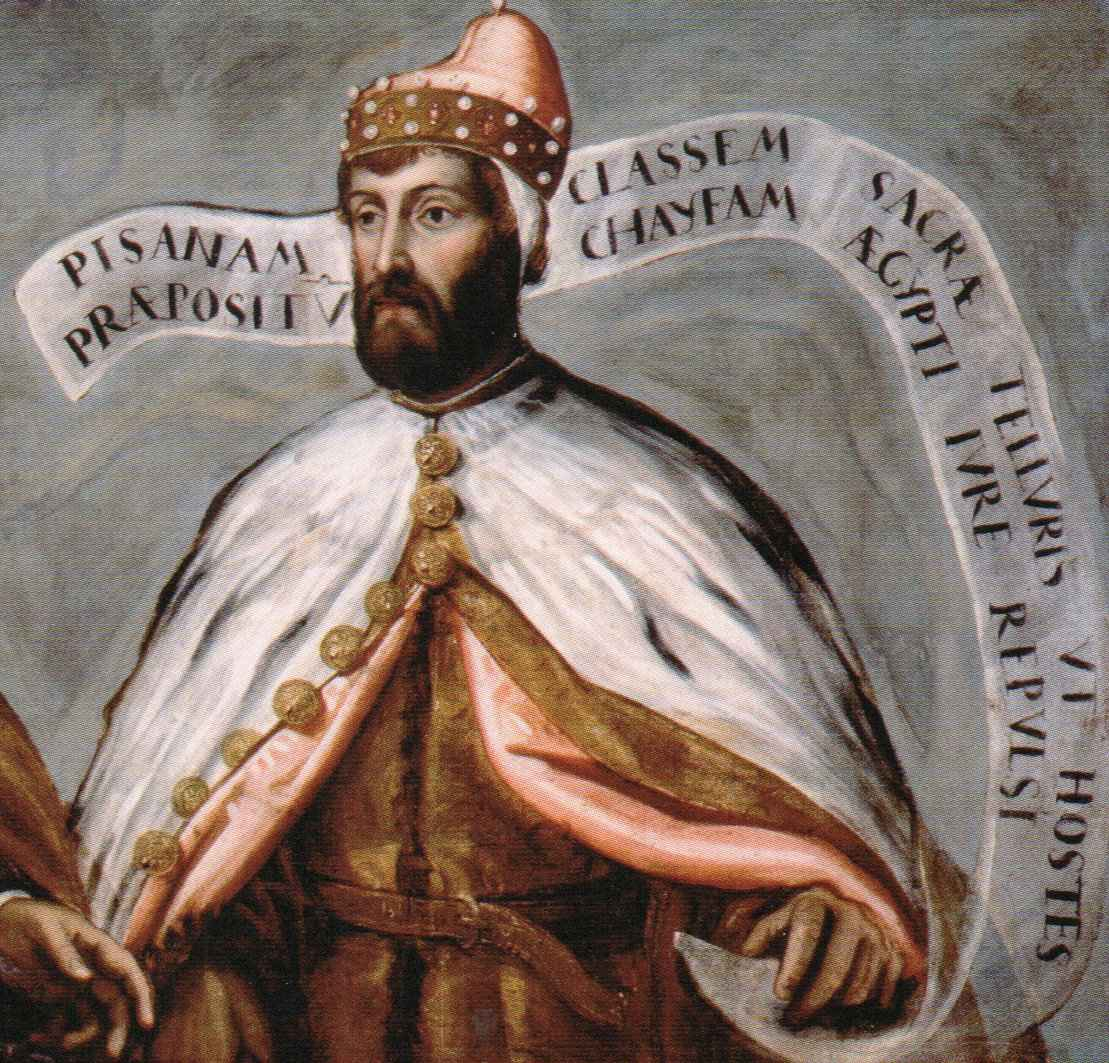
Domenico Tintoretto: Darstellung des Dogen im Dogenpalast, die in einem Spruchband seine Verdienste hervorhebt. Das Bildnis ist eines der 38 Doppel-Dogenporträts im Saal des Großen Rates.

Die im Fall dieses Dogen lakonisch berichtende Cronica di Venexia detta di Enrico Dandolo aus dem späten 14. Jahrhundert, die älteste volkssprachliche Chronik Venedigs, stellt die Vorgänge ebenso wie die Chronik des Andrea Dandolo auf einer in dieser Zeit längst geläufigen, weitgehend von den Dogen beherrschten Ebene dar – sie bilden sogar das zeitliche Gerüst für die gesamte Chronik. Das gilt auch für „Vidal Michael“, der seinem in „Giara“ verstorbenen Vorgänger „Vidal Falier“ im Amt folgte. In seiner Zeit wurde eine „armada grande in subscidio dele Terre Sancte de Egipto“ geschickt, deren einer „capetanio“ „Henrigo Contharin vescovo de Venesia“ war. Es wurde also durch den Bischof von Venedig eine Flotte ins Heilige Land geführt, der andere war der Sohn des Dogen Domenico I. Contarini. Er nahm in der „contrada de Ierusalem“, im Königreich Jerusalem, ein starkes Kastell namens „Garpha“ ein, das jenen von Akkon „per la franchisia et ruga che li Venetiani avea in Suria“ übergeben wurde. Dafür erhielt er von König Balduin I. Privilegien und „gratie“. Der Flottenführer setzte seine Fahrt Richtung „Smire“ fort und, „como io trovo in una cronica“ (‚wie ich in einer Chronik finde‘), nahm er die Reliquien des hl. Nikolaus an sich („tolse“), während andere sagen, er habe sie aus „Pathrax“ in der „Romania bassa“ mitgenommen. Vielleicht stammte der Arm des Heiligen aber auch aus Bari. Die Reliquie „fu collochado“ im Jahr „MLXXXXVI“ in San Nicolò di Lido. Der Doge wurde durch einen Marco Cassolo auf der „ponte de Sen Zacharia“ getötet („fu morto“). Er sei in den Hals gestochen worden. Seine Herrschaftsdauer wird mit „ani IIII et mensi III“ angegeben.

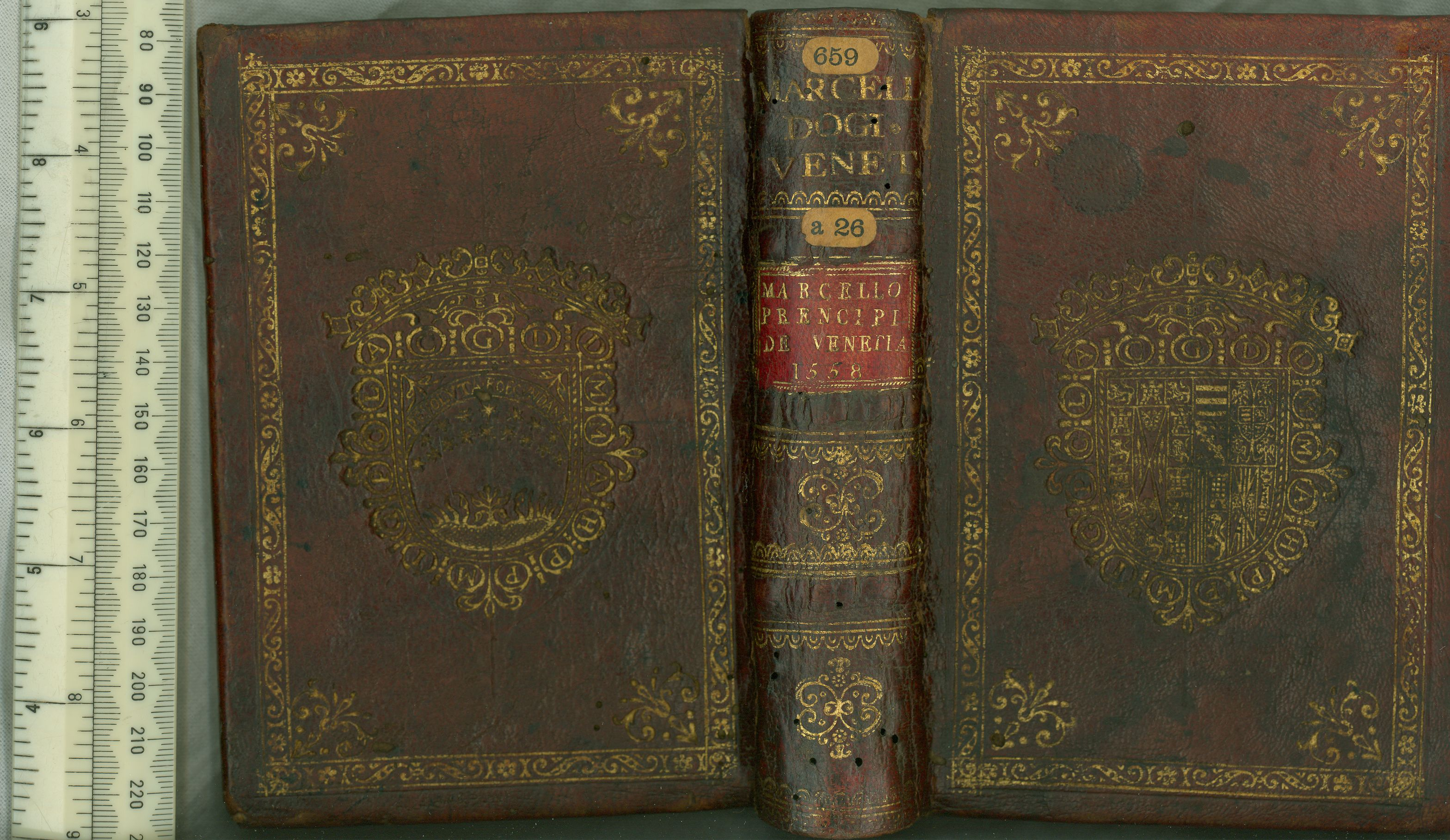
Umschlag einer Ausgabe der Vite de'prencipi di Vinegia des Pietro Marcello

Pietro Marcello meinte 1502 in seinem später ins Volgare unter dem Titel Vite de'prencipi di Vinegia übersetzten Werk, der Doge „Vitale Michiele Doge XXXII.“ „fu sostituito doge“ (‚wurde als Doge eingewechselt‘). Auch hier ist keine Rede von einer Wahl, wie sie ansonsten üblich war. Wie bei Andrea Dandolo wurde bei Marcello eine überaus große Flotte nach Syrien ausgesandt, „la maggiore che mai si facesse“ (‚die größte, die je gebaut wurde‘). Von ihr sagt man, sie habe 200 Schiffe umfasst und sie sei von Arrigo Contarini und von „Michiele figliuol del Doge“ befehligt worden, dem Dogensohn Michele. Nach Marcello wurden die Venezianer vor Rhodos ‚von Pisanern provoziert‘, und man sagt, es sei zu einer großen Schlacht gekommen. Die Venezianer hätten „XVIII. navi“ genommen, dazu hätten sie 4000 Gefangene gemacht. Doch gaben sie Flotte und Gefangene zurück, hielten aber „XXX. de' piu nobili“ fest, dreißig ‚der Edelsten‘. Auf der Weiterfahrt nahmen die Venezianer „Smirre“, das ohne Schutz geblieben war. Von dort wurden die Reliquien des hl. Nikolaus nach San Nicolò di Lido verbracht. Weiter fuhr die Flotte an „Panfilia“ und „Cilicia“ entlang (Pamphylien und Kilikien), dann erreichte sie Syrien und schließlich „Zaffo“. Dort unterstützten die Venezianer die Belagerer von Jerusalem mit Lebensmitteln, eroberten Askalon sowie „Caifa“, nachdem die Venezianer „Tiberiade“ erworben hatten. Einige behaupten, so Marcello, diese Unternehmen hätten die Franzosen durchgeführt, andere, Venezianer und Franzosen gemeinsam. Danach sei die Flotte zurückgekehrt. In dieser Zeit seien die Reliquien des hl. Isidor in die Kirche San Salvatore verbracht worden. Dann hätten sich die Venezianer mit „Calamano“, dem Sohn des ungarischen Königs, gegen die „Normandi“ verbündet, die Normannen Süditaliens. Nach der Plünderung von Brindisi sei die Flotte mit reicher Beute heimgekehrt. In dieser Zeit, setzt Marcello fort, sei es „Matilde donna illustre della famiglia di Sigifredo“, mit venezianischer Hilfe gelungen, Ferrara zu erobern. Als Belohnung hätten die Venezianer „esentione perpetua“ erhalten, also dauerhafte Abgabenfreiheit ihres Handels. Der Doge sei im 4. Jahr seines „Prencipato“ gestorben.
Nach der Chronik des Gian Giacomo Caroldo, die er 1532 abschloss, wurde „Vital Michiele“ im Jahr „MXCVI“, also 1096, als Doge bekannt gemacht („pubblicato“). Caroldo behauptet, die Venezianer hätten beschlossen, die Kreuzfahrer bei der Eroberung des Heiligen Landes zu unterstützen. ‚Sofort‘ („subito“) entsandten sie dazu „Badoario da Spinal“ und „Faliero Storlado“ nach Dalmatien, um die dortigen Bewohner für eine Teilnahme zu gewinnen. ‚Vom Elan unseres Heiligen Glaubens und von der den Venezianern geschworenen Treue getrieben‘ („mossi dal zelo della Santa Fede nostra et della promessa fedeltà a Venetiani“) stellten sie Männer bereit. Die in San Marco einberufene Volksversammlung wählte „Henrico Contarini Vescovo“ und den Sohn des Dogen, Giovanni Michiele, zum „Capitano Generale dell’armata“, zum Führer der Flotte, die aus 200 Schiffen bestand. Diese Flotte nahm die Dalmatiner auf und fuhr mit günstigen Winden nach Rhodos, wo sie gezwungen war, zu überwintern. Kaiser Alexios, der dem Kreuzzug und besonders den „Francesi“ nicht traute, versuchte die Venezianer zur Umkehr zu bewegen, doch fürchteten diese die ‚Ungnade Gottes und den Hass der ganzen Welt‘. Mit einer aus 50 Galeeren bestehenden Flotte der Pisaner, die unter kaiserlicher Flagge fuhr, kam es zum Streit. Von der Pisanerflotte entkamen nur 22 Galeeren. Die Venezianer, die ihre christliche Gesinnung zeigen wollten, entließen mehr als 4000 Gefangene. Diese wurden zurückgegeben, aber 30 „principali“ wurden gefangen gehalten. Danach fuhren die Venezianer nach „Zaffo“, um dort das Heilige Grab zu besuchen. Darauf schildert Caroldo die Eroberungen der Venezianer, die, nachdem ihnen „Goffredo“ ein Immunitätsprivileg ausgestellt hatte, heimwärts fuhren. Der Doge „concesse all'Abbate di San Benedetto di Povegio la Chiesa di San Cipriano, nel lito di Malamocho“, eine Kirche, die unmittelbar der „Ducal Capella“ unterstellt war, um dort ein Kloster zu errichten. Dieses Kloster allerdings „dopò fù dal mare ruinato“, es wurde also vom Meer zerstört, und die Mönche gingen nach Murano, wo sie ein Kloster gleichen Namens gründeten. Im letzten Jahr des Dogen belagerte die „Contessa Matildi“ mit Hilfe der Venezianer und Ravennaten Ferrara und nahm die Stadt ein. Nachdem der Doge laut Caroldo fünf Jahre und vier Monate geherrscht hatte – in der Cronica di Venexia detta di Enrico Dandolo waren es noch vier Jahre und drei Monate gewesen –, starb er und wurde „nel portico della Ducal Capella“ beigesetzt. Daran anschließend schildert der Autor ungewöhnlich ausführlich den Verlauf des Ersten Kreuzzugs (S. 100–122).
Heinrich Kellner, der im neuen „Hertzog“ den 33. Dogen sieht, meint in seiner 1574 erschienenen Chronica das ist Warhaffte eigentliche vnd kurtze Beschreibung, aller Hertzogen zu Venedig Leben, „Vitalis Michiel“ sei „der nachfolgende Hertzog gewesen/im jar 1096“. Venedig habe wegen des Kreuzzugs, so schreibt Kellner, der die venezianische Geschichtsschreibung im deutschen Sprachraum bekannt machte, „ein sehr grosse Armada außgerüstet / dergleichen niemehr gesehen war“. „Wie man sagt“ habe sie aus 200 Schiffen bestanden, „deren Obersten waren/Heinrich Contarin/und Michiel deß Hertzogen Son“. Wie bei den früheren Chronisten verloren die Pisaner vor Rhodos 18 Schiffe und 4000 Mann gerieten in Gefangenschaft, doch hätten die Venezianer Schiffe und Mannschaften zurückgegeben, wenngleich sie „dreissig von den Fürnemesten und Edlesten zu Geißlen behalten“ hätten. Die Flotte eroberte Smyrna, dessen „Besatzungs Knecht darauß entflohen waren“. „S. Niclas Cörper“ sei nach Venedig gebracht und „in die Kirche a Lito gelegt worden“. Das weitere schildert Kellner analog zu Marcello die Vorgänge im Heiligen Land, einschließlich der Bedenken, ob dies die Venezianer allein getan hätten, denn: „Ein theil wöllen/sie habens mit einander und gesampter Hand gethan.“ Ebenso schildert er den Verbleib der Reliquien des hl. Isidor, die Plünderung Brindisis, die Eroberung Ferraras. „Mechtilde“ gab dort „den Venedigern ewige Freyheit / von aller Beschwerung in der Statt Ferrar/ dieweil durch ire hülff sie den Sieg erhalten hatte.“ Der Doge starb bei Kellner „im Ende deß vierdten jars seines Hertzogthumbs“.

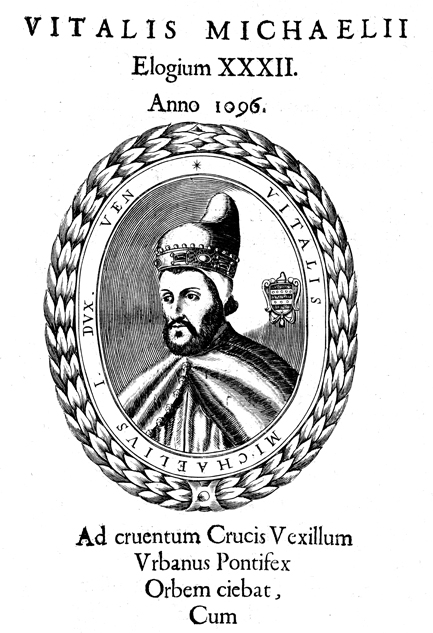
Leone Matina: Phantasieporträt des Dogen in der wohl ersten gedruckten Porträtserie aller bis dahin anerkannten Dogen, dem Ducalis regiae lararium von 1659

In der Übersetzung von Alessandro Maria Vianolis Historia Veneta, die 1686 in Nürnberg unter dem Titel Der Venetianischen Hertzogen Leben / Regierung, und Absterben / Von dem Ersten Paulutio Anafesto an / biss auf den itzt-regierenden Marcum Antonium Justiniani erschien, zählt der Autor, abweichend von Pietro Marcello, „Vitalis Michiel, Der 33. Hertzog“. „Unter anderer Christlicher Potentaten starcker Kriegs-Rüstung nun / war auch die Venetianische Schiff-Flotte nicht die geringste /sintemalen dieselben zu dieser Eroberung in aller Eil/jedoch in bester Ordnung/achtzig Galeen / 32. Kriegs- fünfftzig etwas leichtere / und noch viel andere kleine Schiffe/biß in die zweyhundert Segel starck in das Adriatische Meer gestossen / welche Henrico Contarini als Generaln / und Johanne Micheli des Hertzogen Sohn/ als Capitain/ wider die Ungläubigen darmit zu streiten/von der Republic sind anvertrauet worden.“ Neben den genaueren Schiffszahlen und der Unterscheidung zwischen „General“ und „Capitain“ bietet der Autor auch eine Erklärung für die Schlacht mit den Pisanern. Diese hätten „der Venetianischen Schiff-Flotte täglich viel Ungelegenheiten verursachet“ und ihr „ein Treffen angeboten“. Bei ihm verloren die Pisaner 28 Galeeren, ansonsten folgt er früheren Autoren bis in die Zahl der Geiseln hinein. Auch hier eroberten die Venezianer Smyrna, doch nahmen sie nicht nur die Reliquien des hl. „Nicolaus“, sondern auch die des hl. Theodor mit. „Wegen überaus grosser Freuden-Bezeigung“, so der Autor, hätten die Venezianer bei dieser Gelegenheit die letzten 30 Pisaner freigelassen. In Syrien nahmen sie „den berühmten Seehaven Joppe, der hernachmals Jaffo ist genennent worden“, nahmen, diesmal ohne Zweifelsäußerung, gemeinsam mit Franzosen Askalon. Bei „Tolemaide und Tiberiade“ meinen „etliche“, sie seien „von den Franzosen/ und nicht von den Venedigern“ erobert worden. Ausführlich schildert der Autor den enthusiastischen Empfang der Heimkehrer, und dass „des Hl. Niclaus Cörper“ zu Lido gebracht, „des Theodori aber hat man in den herzlichen Tempel des St. Salvators gelegt.“ Auch bei der Plünderung Apuliens weiß Vianoli, dass diese sich über drei Monate erstreckte. Unter Vitale Michiel wurde nach Vianoli „die Kirche SS. Menna und Geminiano“, „so mitten auf St. Marcus-Platz gestanden / zu oberst desselben gesetzet“. Die Ziani und Badoer hätten die „des H. Maurinii seine / aufgebauet“. Nach „fünff bis fast sechsjähriger Regierung“ sei der Doge gestorben und „durch die gewöhnlich einhellige Zuruffung des Volcks“ sei sein Nachfolger „Ordelafus Falier“ im „eilffhundert und zweyten Jahr“ gewählt worden.
1687 genügte Jacob von Sandrart in seinem Opus Kurtze und vermehrte Beschreibung Von Dem Ursprung / Aufnehmen / Gebiete / und Regierung der Weltberühmten Republick Venedig ein einziger Satz: „Im Jahr 1094. ward zum (XXXII.) Hertzog ernennet Vitalis Michaël, dieser zog mit einer Flotte von 200. Schiffen in Jonien / in der ersten Creutz-Fahrt zum Kriege wider die Unglaubigen /starb aber nach vier Jahren/andere aber eignen ihm acht Jahre zu.“ Von Sandrart war die Unsicherheit der Chronologie offenbar sehr bewusst.

### Historisch-kritische Darstellungen

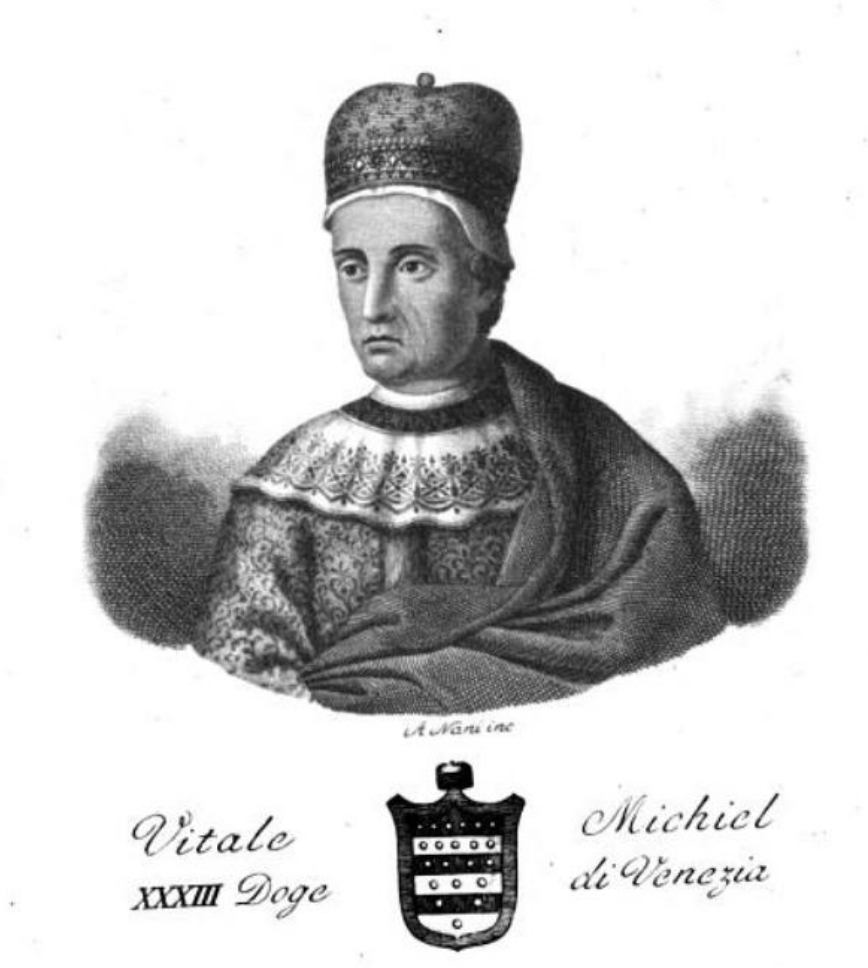
Phantasiedarstellung des Dogen aus der Zeit vor 1834, Antonio Nani: Serie dei Dogi di Venezia intagliati in rame da Antonio Nani. Giuntevi alcuni notizie biografiche estese da diversi, Bd. 1, Merlo, Venedig 1840, o. S. (Google Books)

Johann Friedrich LeBret publizierte 1769 bis 1777 seine vierbändige Staatsgeschichte der Republik Venedig, worin er im 1769 erschienenen ersten Band konstatiert, dass „Vital Michieli“ „in den Diensten seines Vaterlandes und in einigen Gesandtschaften sich viele Erfahrungen in Staatssachen erworben“ habe. „Er wurde als Doge verordnet, dessen Regierung der merkwürdige Zeitpunkt war, da diese Republik sich durch heilige Eroberungen bereicherte und vergrößerte.“ „Man nahm sich vor, den Türken die heiligen Oerter abzunehmen, und die Päpste wußten dieses, als ein Werk der Religion zu verkaufen, wodurch sich der Christ von dem Ungläubigen unterscheiden sollte … Finden wir in dem Unternehmen dieser Kreuzfahrer viel unüberlegtes, viel widersprechendes, viel ungereimtes, so handelte vielleicht Venedig allein aus den Grundsätzen der reinsten Staatskunst“ (S. 282). Venedig habe seine Flotte nie Geistlichen allein überlassen, sie vermieden den Streit untereinander, „die Venetianer hatten die See offen, und erhielten die Lebensmittel mit minderer Beschwerde.“ Auch unterhielten sie gute Beziehungen zu Kaiser Alexios. „Alle diese Betrachtungen macheten die Kreuzzüge für diese viel vortheilhafter, als für alle andere entferntere Nationen.“ Auch LeBret berichtet, Venedig habe „Badoer von Spinale, und den Falier Stornato“ nach Dalmatien geschickt. Der „Bischof von Castello, Heinrich Contarini“ wurde „Oberaufseher in Religionssachen“, der „Sohn des Fürsten, Johann Michieli“ „Generalcapitän“. Auch hier nahm die Flotte Verstärkung in Dalmatien auf, segelte nach Rhodos zum Überwintern. Als Contarini von Geheimverhandlungen hörte, die Alexios mit dem Ziel aufgenommen hatte, die Flotte zur Rückreise zu bewegen, „bedrohete er sie mit dem Zorne Gottes, wenn sie die Hand vom Pfluge abwandten.“ LeBret weist die Vermutung zurück, Alexios habe mit den Pisanern, die mit 50 Schiffen Rhodos erreichten, im Einverständnis gehandelt. Die kaiserliche Flagge habe nur dazu gedient, die anderen Kreuzfahrer über ihre eigennützigen Motive zu täuschen. Die Venezianer schickten, als sich ein Streit um die Überwinterung abzeichnete, gegen die Pisaner, nachdem diese „dreist“ geantwortet hatten, „sie würden sich mit Gewalt Recht verschaffen.“ Auch bei LeBret machten die Venezianer 4000 Gefangene, kaum zwölf Galeeren entkamen, doch wurden die Gefangenen freigelassen, als man hörte, einige Kreuzfahrer seien unter ihnen. Allerdings behielten die Venezianer nicht 30, sondern „dreryhundert der Vornehmsten, als Geißel bei sich“ (S. 284). Während der kaiserliche General Johannes Dukas nun Smyrna vom Land her belagerte, griffen die Venezianer sie von See her an. „Die Venetianer selbst, welche uns so verworrene Nachrichten von diesen Zügen geben“, gestehen ein, dass sie einen Geistlichen folterten, der ihnen verriet, wo die Reliquien zu finden waren. Später lief die Flotte in den Hafen von „Joppe, hernach Jaffa, oder Zaffo genannt“ ein. „Allem Ansehen nach haben die Venetianer in Jaffa überwintert“. Während Jerusalem erobert wurde, sicherte Venedig nur die See und den Nachschub an Lebensmitteln. Erst nach dem Ende der Kämpfe besuchten die Venezianer die heiligen Orte, „bey welchen die Christen ein so entsetzliches Blutbad angerichtet hatten“. Im zweiten Versuch gelang es, Askalon zu erobern, das diesmal die Venezianer abschnürten; ähnlich Caipha. „Ihre Unternehmung hatte die Gestalt einer kaufmännischen Speculation“. Es ging nicht um Eroberung oder Kolonisierung, sondern um „Handlungsfreyheit“ und eben jene Vorteile, die man seit 1082 im Byzantinischen Reich genoss. Nach dem Tod Gottfrieds am 8. Juli 1100 fuhr die Flotte heimwärts. – Obwohl der König von Ungarn seit 1097 „mit einer Tochter des Grafen Rogerius von Sicilien getrauet war“, ging dieser ein Bündnis mit Venedig ein, denn dieser „Colomann“ hatte sich in den Besitz Kroatiens gesetzt und er suchte so, sein Reich zu sichern. Die Schiffe Venedigs transportierten seine Männer nach Apulien, die dort das Land plünderten, während Venedig Brindisi und Monopoli besetzt hielt. Roger sagte zwar zu, die Adria nicht mehr zu beunruhigen, worauf Venezianer und Ungarn abzogen, doch mit Hilfe der Pisaner eroberte er die beiden Städte zurück (S. 287). – „Mathildis, die berühmte Gräfinn, eine der schlauesten Damen dieser Zeit, welche ihre Staaten unabhängig zu beherrschen wusste, musste mitten in ihrem Glücke eine Empörung erleben … Ferrara wollte ihr Joch abschütteln“ (S. 287). Doch durch Verhandlungen brachte sie Ravenna auf ihre Seite, Venedigs Flotte sperrte den Po. Nachdem sich Ferrara ergeben hatte, räumte Mathilde den Venezianern Freiheit von allen Zöllen und Abgaben in Ferrara ein, für die die Jahre „des Dogen Michieli“ „sehr einträgliche Zeiten waren“. Nach LeBret starb der Doge nach einer Herrschaft von fünf Jahren und fünf Monaten. Er „wurde im Eingange der herzoglichen Kapelle begraben“, nach der Marginalie geschah dies im Jahr 1102.
In seinem Il Palazzo ducale di Venezia von 1861 räumt Francesco Zanotto der Volksversammlung größeren Einfluss ein, doch dieses Volk sei immer ‚leichtgläubig weil unwissend‘ („credulo perchè ignorante“) und ‚wankelmütig wie die See‘. Doch bei der Wahl Vitale Michiels hoffte es auf bessere Tage unter einem erfahrenen und vorsichtigen Mann. Zanotto glaubt, Samuele Romanin, den er den „compilatore della Storia documentata di Venezia“ nennt, widerspreche sich selbst, denn die Venezianer hätten sich sowohl von ihrem religiösen Impetus als auch vom ökonomischen Interesse leiten lassen. Zanotto behauptet, die venezianische Flotte habe aus 80 Galeeren, 55 Tareten oder „caracche“ bestanden, Schiffen also, die sowohl für den Krieg als für den Handel geeignet waren. Auch glaubte er, die eine Hälfte sei in Venedig stationiert gewesen, die andere in Dalmatien. Wie einige sagten, so der Autor, war der Bischof von Castello als Berater an Bord, während andere sagten, er sei der Kommandeur gewesen (S. 81). 1097, so der Autor, fuhr diese ‚vereinigte Flotte‘ nach Rhodos. Dann nennt er nur noch Stichworte zum weiteren Vorgang. Dabei räumt er ein, dass für die einen diese Ereignisse auf eine einzige Flottenexpedition zurückgingen, während andere von zweien ausgingen, doch sei letzteres durch die Fakten selbst, aber auch durch die Berichte einiger anderer „autori stranieri“ bezeugt. – Nach Zanotto beunruhigten die Normannen wieder die See vor Dalmatien, und so verbanden sich die Venezianer mit dem König von Ungarn, um statt das von jenen besetzte Durazzo anzugreifen, nun Brindisi und Monopoli zu erobern. – Margarethe versuchte das wenige Jahre zuvor verlorene Ferrara zurückzugewinnen, und so begann im Herbst 1101 die Belagerung. Nach Zanotto erhielten die Venezianer nicht nur einige Privilegien, sondern auch das Recht einen „visdomino, o console“ einzusetzen, der die Geschäfte schützen sollte. Sanudo habe sich geirrt, als er behauptete, der Doge sei in der Markuskirche beigesetzt worden. Bestattet wurde er nach Ansicht Zanottos in San Zaccaria. Einige Chronisten, so der Autor, behaupteten, ein gewisser „Marco Cassolbo o Cassuolo“ – gemeint ist Marco Casolo – habe den Dogen ermordet, eine Verwechslung der beiden Dogen gleichen Namens, die bereits früher auftauchte.
Weniger erzieherisch-moralisierend als nach zeitgenössischen Motiven suchend, äußerte sich Samuele Romanin, der in den weiteren historischen Zusammenhang einbettende Historiker, der diese Epoche 1854 im zweiten der zehn Bände seiner Storia documentata di Venezia darstellte. Zur Epoche Vitale Michiels zeichnet er ein Bild der europäischen Gesellschaften, das von Isolation, Diversität der Entwicklungen, geringem Austausch gekennzeichnet war: „Il signore feudale nojavasi nel suo castello, lo schiavo alla gleba gemeva sotto il giogo“ (‚Der Feudalherr langweilte sich auf seiner Burg, der Sklave auf dem Boden, an den er gebunden war, stöhnte unter dem Stirnjoch‘). Nach Romanin brach in diese Welt der Investiturstreit ein, überall brachen Streitigkeiten aus, und die Seestädte, allen voran Venedig, „ricche, commercianti mettevano a profitto le altrui passioni e la rozzezza“, sie zogen also Gewinn aus den Leidenschaften und der Rohheit der anderen. Als die Rufe nach einem Kreuzzug laut wurden – schon Kaiser Michael VII. hatte bei Papst Gregor VII. um Hilfe gegen die Seldschuken ersucht und die Wiedervereinigung der seit 1054 gespaltenen Kirche angestrebt – kam es zur Versammlung von Clermont (November 1095). Mit großem Bedauern konstatiert Romanin, dass ausgerechnet in dieser Zeit die venezianischen Geschichtsschreiber schweigen. Romanin schildert seitenweise den Verlauf des Kreuzzugs, dessen Exzesse er sich nur aus der niederen Abstammung, Beute- und Blutgier, der Teilnahme von Verbrechern und dem Fanatismus erklären kann (S. 13). Venedig konnte eine anwachsende Zahl von Pilgern erwarten, die nun ins Heilige Land strömen würden. „Vitale Michieli“ führte der „generale assemblea“ neben der „santità“ nicht nur die Sinnhaftigkeit, sondern vor allem die Gunst, den Nutzen vor Augen, und dass die Venezianer nicht zurückbleiben dürften, was insbesondere mit Blick auf die Konkurrenzstädte Genua und Pisa gelte (S. 14). Romanin ist damit ein typischer Vertreter für die zeitgenössischen Versuche, Kreuzzüge zu erklären. Der Akzent sollte noch über ein Jahrhundert lang auf proto-kolonialen, ökonomischen und militärischen Denkmustern liegen, die erst die jüngere Forschung durch die Erschließung neuer Quellen, aber auch durch die Verschiebung auf religiöse, rechtliche und soziale Gegebenheiten, vor allem aber auf die Motive für die Teilnahme konzentriert, sowie auf die Gründe für die enorme Dauerhaftigkeit der Kreuzzugsbewegung. Dabei spielt das Selbstbild der Pilger, der Kleriker, der Ritterschaft eine Kernrolle, etwa ihr Glaube, durch irdische Taten Sünden gleichsam aus eigener Kraft abwaschen zu können. Die zu erwartenden Leiden eines Kreuzzuges konnten dies in einer Zeit leisten, in der die Vergebung durch einen Kleriker noch keineswegs als ausreichend betrachtet wurde, wie sie die Gegenreformation durchsetzte. Die Flotte setzte also unter dem Kommando des Dogensohnes Segel. Bischof Enrico Contarini, der im Übrigen als erster die Bezeichnung Olivolo durch Castello ersetzt habe, sollte der geistliche Führer des Unternehmens sein, zwei Proveditoren waren vorgesehen, die Schiffe aus Dalmatien bereitzustellen. Der Doge zelebrierte eine Messe in San Marco, wo „Pietro Badoaro patriarca di Grado“ das Vexillum mit dem Kreuz an den Dogen überreichte, dieser hingegen seinem Sohn das Wappen der Republik (S. 14). Auf Rhodos verbrachte die Flotte den Winter, Kaiser Alexios wollte die Venezianer von ihrem Plan abbringen, es kam zu den besagten Kämpfen mit den Pisanern. Nach dem Sieg über die Konkurrenten fuhr die Flotte im Frühjahr weiter, wobei Bischof Enrico, der schon in San Nicolò di Lido um die Reliquien des hl. Nikolaus gebetet hatte, die Flotte nach Myra fahren ließ, den Herkunftsort des Heiligen. Die Stadt sei fast menschenleer, weil sie von Türken zerstört worden sei, meldeten Kundschafter („esploratori“). Um die Reliquien zu erlangen, ließen sich die Venezianer auf „eccessi“ ein, wie die Folter. Da die vier Wächter jedoch den Ort nicht verrieten, raubte man kurzerhand die Reliquien des hl. Theodor und des gleichnamigen Onkels des vergebens gesuchten Heiligen. Doch kurz vor dem Aufbruch zeigte ihnen eine „soave fragranza“ den Reliquienort unter einem Altar an. Aus Freude darüber ließen die Venezianer die gefangenen Pisaner frei. Romanin führt als Beleg für diesen von der Darstellung Andrea Dandolos abweichenden Vorgang die Storia eines Zeitgenossen, des Paolo Morosini an, die sich wiederum bei „Corner, Notizie storiche della chiesa ecc.“ befinde, wie Romanin in einer Fußnote vermerkt (S. 16, Anm. (1)). Von den Ereignissen im Heiligen Land würden die venezianischen Geschichtsschreiber nichts berichten, wie der Autor konstatiert. Schließlich schildert Romanin die Kämpfe um Ferrara und mit den Normannen. Den Angriff auf Apulien, vor allem auf Brindisi und Monopoli, den die besagte „flotta ungaro-veneziana“ durchführte, schätzt er eher als Akt der ‚Piraterie‘ und der ‚Repressalien‘ ein.
Für den Blick auf die Motive der Kreuzfahrer, insbesondere der Venezianer, gilt für Heinrich Kretschmayr Ähnliches wie für Romanin, auch wenn er in vielerlei Hinsicht anders argumentiert. Im ersten Band seiner dreibändigen Geschichte von Venedig, der 1905 erschien, rechnet er die Zeit des Dogen Vitale Michiel bereits zu derjenigen Phase, die er als „Großmachtstellung“ bezeichnet. Die Motive zur Teilnahme der Venezianer seien vor allem ökonomischer Natur gewesen, wie er an vielen Stellen durchblicken lässt. Nach Kretschmayr regierte der Doge von „Dezember 1096–Dezember 1101 (?)“. Er „gab vermutlich selbst die Anregung zur Ausfahrt einer ansehnlichen Flotte unter dem Doppelbefehle seines Sohnes Giovanni und des Bischofs Enrico von Olivolo, Sohn weiland des Dogen Domenico Contarini“. Diese berührte zunächst Grado, „nahm dann wieder einmal die Städte Dalmatiens in Eid und Pflicht, zog die von ihnen vorbereiteten Hilfsschiffe an sich, landete am 28. Oktober auf Rhodos, dem gewöhnlichen Überwinterungsort bei Fahrten ins heilige Land.“ Dann erschienen die Pisaner. „Dass die Venezianer die Gegner aufgefordert hätten, als gute Christen vom Kampfe anzustehen, scheint höchstens im Hinblick auf die bezeugte Überlegenheit der feindlichen Flotte wahrscheinlich.“ Die Sieger gaben ihre „4000 (?)“ Gefangenen „– bezeichnend genug – gegen die Zusage frei, niemals Handel nach Griechenland treiben zu wollen (November? 1099).“ Gegen die Pisaner hatten die Byzantiner bereits im August kämpfen müssen, doch ließen sie sich nicht dazu bewegen, zurückzukehren. Am 27. Mai fuhr die venezianische Flotte von Rhodos ab, beraubte Myra seiner Reliquien, allen voran des hl. Nikolaus, landete kurzzeitig auf Zypern, um dann in Jaffa vor der Sommersonnenwende anzukommen. Dies war ein günstiger Zeitpunkt, denn die Pisaner waren kurz nach Ostern heimgekehrt. In Jerusalem erhielten die Venezianer einen Vertrag, der ihnen ein Drittel aller gemeinsam eroberten Städte zusagte, „in jeder anderen Stadt eine Kirche und einen Marktplatz, Freiheit von Abgaben und vom Strandrecht in allen christlichen Häfen“. Das uneroberte Tripolis sollten sie ganz erhalten. „Dafür sollten sie bis zum 15. August Hilfsdienste leisten.“ Anfang Oktober fiel Haifa. Kretschmayr nimmt an, dass sie den dortigen Besitz bald nach der Eroberung von Akkon (1104) überwiegend gegen dortigen Besitz eintauschten. Auch in Antiochia erhielten die Venezianer Privilegien. Angeblich am Nikolaustag kehrten sie nach Venedig zurück. Im heiligen Land trat Genua an Venedigs Stelle. „Die angebliche Teilnahme der Venezianer an der Belagerung von Akkon (1104) und Berytus (1110) ist eine spätere Erdichtung heimischer Quellen, welche die Vorfahren eifriger im Dienste des Herrn erscheinen lassen wollten“, urteilt Kretschmayr. Venedig griff erst 1110 vor Sidon wieder ins Geschehen ein. Ursache für diesen jahrelangen Rückzug war nach Kretschmayr der Kampf mit den Normannen auf der Seite Ungarns, der Krieg in Apulien. Der Doge, der nach Kretschmayr wieder im Atrium von San Marco beigesetzt wurde, nicht wie Zanotto meinte, in San Zaccaria, war kurz nach der Eroberung Ferraras gestorben.
John Julius Norwich interessiert sich in seiner History of Venice, die zwischen 1977 und 2011 mehrfach aufgelegt wurde, gleichfalls vor allem für den Ersten Kreuzzug. Nach ihm wartete der Doge erst einmal ab, um dessen „scale“ und „prospects of success“ einschätzen zu können, bevor er sich einmischte. Erst 1097, als ‚die erste Welle der Kreuzfahrer bereits durch Anatolien marschierte‘, begannen überhaupt ernsthafte Vorbereitungen, und erst als Jerusalem erobert wurde (hier irrt Norwich), segelte eine Flotte aus dem Hafen von Lido. Nach Norwich führte der Dogensohn Giovanni die Flotte, während für das „religious well-being of the expedition“ der Bischof von Castello verantwortlich war. In Dalmatien wurde weitere Mannschaft und Ausrüstung aufgenommen, dann fuhr man um den Peloponnes nach Rhodos. Doch sechs Monate nach der Ausfahrt, war, sieht man vom Konflikt mit Pisa ab, nichts für die Christenheit geschehen. „As always in her history, Venice put her own interests first“ konstatiert Norwich. Mit den Reliquien des hl. Nikolaus von Myra war der richtige Moment gekommen, so Norwich, etwas zu leisten. In der zerstörten Kirche befanden sich noch drei Wächter, die nur zwei Särge mit Reliquien aufweisen konnten, nämlich die des Onkels des besagten Nikolaus, sowie die des hl. Theodor. Unter Folter konnten die Venezianer nur herausfinden, dass Händler aus Bari die Überreste des hl. Nikolaus bereits vor Jahren mitgeführt hätten. Doch der Bischof glaubte ihnen nicht, sondern fiel zum Gebet auf die Knie, woraufhin, kurz vor dem Aufbruch, das Grab des Heiligen sichtbar wurde. Die Reliquien der drei Heiligen wurden im Triumph verladen. Im Juni 1100 hörte man in Jerusalem von der Ankunft der venezianischen Flotte. Trotz aller Vorteile, die die Kreuzfahrer den Venezianern konzedierten, blieben sie nur bis zum 15. August, für Norwich ein Anzeichen dafür, wie verzweifelt die Kreuzfahrer die Flottenhilfe brauchten, und wie hart die Venezianer verhandelten. Haifa, das vor allem die dort lebenden Juden verteidigten, die wussten, was mit ihren Glaubensgenossen in Jerusalem geschehen war, fiel gegen die Übermacht am 25. Juli. Insgesamt war der Kreuzzug für Venedig ein beachtlicher wirtschaftlicher Erfolg, der mit einer ungewöhnlich großen Flotte, die mehrere Jahre operierte, durchgesetzt wurde. Nur die Behauptung, die Reliquien des hl. Nikolaus lägen auf dem Lido, musste am Ende aufgegeben werden, doch: „Several centuries were to pass before the claim was discreetly withdrawn.“
Donald M. Nicol ging 1988 so weit zu behaupten, die Legende um die Wiederauffindung der Reliquien des hl. Markus sei eine bloße Erfindung, die nur dazu gedient habe, die legendäre Wiederauffindung von Reliquien in der Apostelkirche in Konstantinopel, nämlich der Heiligen Andreas, Lukas und Timotheus, zu überbieten (S. 65). Ähnliches könne für den hl. Nikolaus angenommen werden, dessen Wiederauffindungslegende eine Reihe von Parallelen aufweise.